# ماري باز فيلاس
ماري باز فيلاس دونو (من مواليد 1 فبراير 1988) هي لاعبة كرة قدم إسبانية تلعب كمهاجمة لنادي الدرجة الأولى ليفانتي لاس بلاناس.

## مسيرتها
بدأت مسيرتها المهنية مع فريق أتلتيكو أروسانا المحلي حتى عام 2006، عندما وقعت مع نادي ليفانتي لتظهر لأول مرة في دوري الدرجة الأولى.
في عام 2008، انتقلت فيلاس إلى نادي إسبانيول، وبعد ثلاث سنوات، وقّعت مع نادي برشلونة.
في عام 2013، انتقل اللاعبة إلى نادي فالنسيا.

## دوليا
شاركت مع المنتخب الإسباني خلال تصفيات بطولة أوروبا 2009، وسجلت هدفا في أول مباراة لها ضد أيرلندا الشمالية. في السابق، سجلت أول هدفين لإسبانيا في بطولة أمم أوروبا تحت 19 سنة 2007.
سجلت فيلاس رقما قياسيا في بطولة الاتحاد الأوروبي لكرة القدم للسيدات في أبريل 2012 بتسجيلها سبعة أهداف في فوز فريقها 13–0 على كازاخستان.

## الأهداف الدولية
| أهداف ماري باز فيلاس الدولية مع إسبانيا | أهداف ماري باز فيلاس الدولية مع إسبانيا | أهداف ماري باز فيلاس الدولية مع إسبانيا | أهداف ماري باز فيلاس الدولية مع إسبانيا | أهداف ماري باز فيلاس الدولية مع إسبانيا | أهداف ماري باز فيلاس الدولية مع إسبانيا | أهداف ماري باز فيلاس الدولية مع إسبانيا |
| #.                                      | التاريخ                                 | المكان                                  | الخصم                                   | الهدف                                   | النتيجة                                 | المسابقة                                |
| --------------------------------------- | --------------------------------------- | --------------------------------------- | --------------------------------------- | --------------------------------------- | --------------------------------------- | --------------------------------------- |
| 1                                       | 16 فبراير 2008                          | ملعب إل مونتيسيلو، أراندا دي دويرو      | أيرلندا الشمالية                        | 3–0                                     | 4–0                                     | تصفيات بطولة أمم أوروبا 2009            |
| 2                                       | 5 أبريل 2012                            | مدينة كرة القدم، لاس روزاس دي مدريد     | كازاخستان                               | 4–0                                     | 13–0                                    | تصفيات بطولة أمم أوروبا 2013            |
| 3                                       | 5 أبريل 2012                            | مدينة كرة القدم، لاس روزاس دي مدريد     | كازاخستان                               | 5–0                                     | 13–0                                    | تصفيات بطولة أمم أوروبا 2013            |
| 4                                       | 5 أبريل 2012                            | مدينة كرة القدم، لاس روزاس دي مدريد     | كازاخستان                               | 6–0                                     | 13–0                                    | تصفيات بطولة أمم أوروبا 2013            |
| 5                                       | 5 أبريل 2012                            | مدينة كرة القدم، لاس روزاس دي مدريد     | كازاخستان                               | 7–0                                     | 13–0                                    | تصفيات بطولة أمم أوروبا 2013            |
| 6                                       | 5 أبريل 2012                            | مدينة كرة القدم، لاس روزاس دي مدريد     | كازاخستان                               | 9–0                                     | 13–0                                    | تصفيات بطولة أمم أوروبا 2013            |
| 7                                       | 5 أبريل 2012                            | مدينة كرة القدم، لاس روزاس دي مدريد     | كازاخستان                               | 10–0                                    | 13–0                                    | تصفيات بطولة أمم أوروبا 2013            |
| 8                                       | 5 أبريل 2012                            | مدينة كرة القدم، لاس روزاس دي مدريد     | كازاخستان                               | 13–0                                    | 13–0                                    | تصفيات بطولة أمم أوروبا 2013            |
| 9                                       | 16 يونيو 2012                           | ستاديون بروغليفيلد، أراو، سويسرا        | سويسرا                                  | 1–1                                     | 4–3                                     | تصفيات بطولة أمم أوروبا 2013            |
| 10                                      | 21 يونيو 2012                           | مدينة كرة القدم، لاس روزاس دي مدريد     | تركيا                                   | 2–0                                     | 4–0                                     | تصفيات بطولة أمم أوروبا 2013            |
| 11                                      | 21 يونيو 2012                           | مدينة كرة القدم، لاس روزاس دي مدريد     | تركيا                                   | 3–0                                     | 4–0                                     | تصفيات بطولة أمم أوروبا 2013            |
| 12                                      | 8 أبريل 2017                            | كيرويغستاديون، أوبن                     | بلجيكا                                  | 0–2                                     | 1–4                                     | مباراة ودية                             |
| 13                                      | 30 يونيو 2017                           | بيناتار أرينا، سان بييدرو ديل بيناتار   | بلجيكا                                  | 7–0                                     | 7–0                                     | مباراة ودية                             |
| 14                                      | 28 فبراير 2018                          | أيك أرينا - جورجيوس كاراباتاكيس، لارنكا | النمسا                                  | 0– 2                                    | 0-2                                     | كأس قبرص للسيدات 2018                   |
| 15                                      | 7 يونيو 2018                            | لا كوندومينا، مورسيا                    | إسرائيل                                 | 1 –0                                    | 2-0                                     | تصفيات كأس العالم للسيدات 2019          |

| أهداف ماري باز فيلاس الدولية مع غاليسيا | أهداف ماري باز فيلاس الدولية مع غاليسيا | أهداف ماري باز فيلاس الدولية مع غاليسيا | أهداف ماري باز فيلاس الدولية مع غاليسيا | أهداف ماري باز فيلاس الدولية مع غاليسيا | أهداف ماري باز فيلاس الدولية مع غاليسيا | أهداف ماري باز فيلاس الدولية مع غاليسيا |
| #.                                      | التاريخ                                 | المكان                                  | الخصم                                   | الهدف                                   | النتيجة                                 | المسابقة                                |
| --------------------------------------- | --------------------------------------- | --------------------------------------- | --------------------------------------- | --------------------------------------- | --------------------------------------- | --------------------------------------- |
| 1                                       | 27 ديسمبر 2007                          | بالايدوس، فيغو                          | كتالونيا                                | 1–2                                     | 1–6                                     | مباراة ودية                             |
| 2                                       | 28 ديسمبر 2008                          | بازارون، بونتيفيدرا                     | جزر البليار                             | 1–0                                     | 7–1                                     | مباراة ودية                             |
| 3                                       | 28 ديسمبر 2008                          | بازارون، بونتيفيدرا                     | جزر البليار                             | 7–0                                     | 7–1                                     | مباراة ودية                             |

## الإنجازات

### النادي
ليفانتي
- الدوري الإسباني: 2007–08
- كأس الملكة لكرة القدم: 2007

نادي برشلونة
- كأس الملكة لكرة القدم: 2011
- كأس كاتالونيا: 2009، 2010

إسبانيول
- كأس الملكة لكرة القدم: 2012

نادي فالنسيا
- كأس الملكة لكرة القدم: الوصيف 2015

### دوليا
إسبانيا
- كأس قبرص:2018